# Athyrmella priangani
Athyrmella priangani là một loài bướm đêm trong họ Noctuidae.